# 대한민국 제15대 대통령 선거 자유민주연합 후보 경선
대한민국 제15대 대통령 선거 자유민주연합 후보 경선은 1997년 대통령 선거를 위해 자유민주연합의 대선 후보를 선출한 절차를 말한다.

## 배경
김종필의 신민주공화당은 1990년 민주정의당, 통일민주당과의 3당 합당을 통해 집권 여당 민주자유당에 합류했었다.
그러나 군부 독재 세력의 후예인 신민주공화당 출신들을 탐탁치 않게 여기던 김영삼 대통령과 그를 위시한 당내 통일민주당계는 제1회 전국동시지방선거를 앞둔 1995년 1월 당을 쇄신한다는 명목으로 당 대표였던 김종필에게 압력을 가해 대표직에서 사퇴시켰다. 이에 반발한 김종필은 1995년 2월 자신을 지지하는 당내 세력들을 이끌고 탈당했으며, 3월 30일 자유민주연합을 창당했다.
이렇듯 김영삼에 의해 민자당에서 밀려난 신민주공화당계 및 일부 민주정의당계가 주축이 되어 세워진 자유민주연합은 신민당(통일국민당과 신정치개혁당이 합당해 만든 정당)을 흡수하며 당세를 넓혔고, 보수층 내 반YS 정서를 공략하며 지지를 모았다. 자유민주연합은 1995년 지방선거에서 4곳의 광역단체장을 석권하고, 1996년 총선에서 50석을 차지하는 등 돌풍을 일으켰다.
그런 가운데 15대 대선이 다가오자, 김대중 총재의 국민회의 쪽에서 자유민주연합에 대선 연대를 타진해오며 자유민주연합은 들뜬 분위기가 되었다. DJ(김대중) 측은 호남 고립 구도를 타파하고 보수 표심을 끌어들이기 위해 충청도의 맹주인데다 보수의 상징적 인물인 김종필의 도움이 필요하다고 판단했고, JP(김종필) 측도 대중적 인기가 취약한 김종필로는 대권 경쟁력이 없는 상황에서 차라리 당선 가능성이 높은 김대중 후보를 지원해 권력 획득의 가능성을 높일 수 있다는 계산에 이르러 DJP연합은 급물살을 탔다.
자유민주연합은 아예 독자 후보 선출 없이 곧바로 김대중 후보를 지원할 것을 고려했으나, 협상력을 높이기 위해 김종필을 후보로 선출한 후 단일화 협상을 하기로 결정했다.

## 후보
| 자유민주연합 제15대 대통령 선거 경선 후보 | 자유민주연합 제15대 대통령 선거 경선 후보 | 자유민주연합 제15대 대통령 선거 경선 후보 | 자유민주연합 제15대 대통령 선거 경선 후보 |
| 후보                                      | 생년                                      | 경력 | 비고                                      |
| ----------------------------------------- | ----------------------------------------- | --- | ----------------------------------------- |
| 김종필                                    | 1926년                                    | 초대 중앙정보부장 제11대 국무총리 前 민주공화당 의장 前 민주공화당 총재 제6·7·8·9·10·13·14·15대 국회의원 前 신민주공화당 총재 신민주공화당 제13대 대통령 선거 후보 前 민주자유당 대표위원 자유민주연합 총재 | 최종 후보 선출                            |
| 한영수                                    | 1934년                                    | 제9·10·11·14·15대 국회의원 자유민주연합 부총재 |                                           |

후보로 등록하려면 5개 이상 시도지부에서 20명씩, 재적 대의원의 15분의 1 이상의 추천을 받거나 당무회의의 제청을 받도록 했다.
자유민주연합 주류는 김종필이 단독으로 입후보하고 전당대회에서 만장일치로 추대되는 그림을 그리고 있었으나, 당내 신민당 출신 인사들은 박철언 의원이나 한영수 의원을 후보로 내세워 존재감을 드러내자는 여론이 팽배했다. 결국 한영수 의원이 대의원 350여명의 추천으로 대통령 후보로 등록하면서 자유민주연합의 15대 대선 후보는 경선으로 결정되게 됐다. 신민계의 '반항'에 당혹감을 느낀 당 주류는 불쾌한 심기를 드러냈고 한영수 의원은 훗날 당내에서 탄압을 받았다고 주장했다.

## 결과
당초 전당대회 대의원 정수는 당연직 1,159명, 선출직 2,769명 등 3,928명이었으나, 전당대회 당일 재적 대의원 수는 3,881명이었다.
| 득표순위 | 이름     | 득표수 | 득표율 | 비고 |
| -------- | -------- | ------ | ------ | ---- |
| 1        | 김종필   | 2,575  | 80.7%  | 당선 |
| 2        | 한영수   | 554    | 17.4%  |      |
|          | 무효     | 61     | 1.9    |      |
| 총투표수 | 총투표수 | 3,190  |        |      |

1997년 6월 24일, 자유민주연합은 전당대회를 통해 김종필 총재를 대선 후보로 선출했다.

## 같이 보기
- 대한민국 제15대 대통령 선거
- 대한민국 제15대 대통령 선거 신한국당 후보 경선
- 대한민국 제15대 대통령 선거 새정치국민회의 후보 경선
- 대한민국 제15대 대통령 선거 민주당 후보 선출
- 대한민국 제15대 대통령 선거 국민신당 후보 선출
- 대한민국 제15대 대통령 선거 국민승리21 후보 선출